# Gyda (plaats)
Gyda (Russisch: Гыда) is een plaats (posjolok), selskoje poselenieje en zeehaven in het oosten van het district Tazovski binnen de Russische autonome okroeg Jamalië. De plaats bevindt zich aan het begin van de Gydaboezem aan de monding van de instroom van de Gyda, Gyda telt ongeveer 3400 inwoners, die voor 90% bestaan uit Nenetsen. In de plaats, die acht straten telt, bevinden zich een internaat (middelbare school), kleuterschool, bibliotheek, café en een ziekenhuis. De bebouwing bestaat uit huizen van een of twee etages.
Tot het grondgebied van de plaats behoren tevens de Gydaboezem en de Joeratsenboezem, alsook de eilanden Sjokalski, Vilkitski, Neoepokojeva, Oleni, Rovny, de Pestsovye-eilanden en de Prokljatye-eilanden, allen gelegen tussen het schiereiland Javaj en de monding van de Jenisej.

## Vervoer
De plaats ligt op 380 kilometer van het districtscentrum Tazovski, waarmee het alleen een luchtverbinding heeft (er ligt echter geen vliegveld). Winterwegen lopen naar het honderden kilometers noordelijker gelegen poolstation Leskino en naar de honderden kilometers zuidelijker gelegen dorpen Antipajoeta (Tazboezem), Joeribej (Gydaboezem) en Napalkovo (Obboezem). Tijdens de korte periode dat de wateren bevaarbaar zijn (tussen juli en september), heeft de plaats een waterverbinding met Salechard.
Op 5 kilometer ten zuidoosten van Gyda lag tot 2005 de straalzender (tussenstation) Oka, die gebruik maakte van troposferische propagatie.

## Geschiedenis
De eerste beschrijving van de plek dateert uit 1730 door de troepen van M. Vychodtsev, die de Gydarivier en het Gydaschiereiland in kaart brachten. In 1866 deed de expeditie van Friedrich Schmidt de plek aan en in 1922 een hydrografische expeditie van de sovjetraad voor de Noordelijke Zeeroute, die de Gydaboezem in kaart bracht. Een jaar later onderzocht botanicus en geograaf Boris Gorodnov de binnenlanden van het Gydaschiereiland en in hetzelfde jaar werd een selsovjet opgericht in het dorp Gydojamo. In 1926 werd de visserijfabriek Novy-port opgericht in Gydojamo, die zich richtte op de jacht op witte dolfijnen. Er werden een aantal huizen opgericht voor de vissers 50 kilometer noordwestelijker (bij Kaap Tsjorny), maar kort daarop vlogen de huizen in brand en verlieten de vissers de plaats. In 1930 liet het Hoofdbestuur Noordelijke Zeeroute een factorij en het meteorologisch station Gydojamo (Nenets: Nedja-jam; "plaats van omheining voor wilde rendieren") oprichten aan de monding van de Joeribej, iets ten westen van Kaap Tsjorny, op de plek van het huidige dorp Joeribej. De plek was echter ongelukkig gekozen; kotters en aken konden er niet komen omdat het er te ondiep was. Daarbij lag de plaats ook nog erg afgelegen. In 1932 werd nog een selsovjet gevormd rond Gydojama, maar kort daarop werd besloten om de hele plaats te verplaatsen.
Tussen 1935 en 1936 werd met inzet van bannelingen (uit documenten zijn 259 namen van onder andere Russen, Duitsers, Oekraïners, Roemenen, Moldaviërs en Joden bekend; vaak verbannen met hele gezinnen tegelijk) een nieuwe plaats (inclusief ziekenhuis en school) gebouwd op de huidige locatie aan de monding van de Gyda. In 1936 vond de verhuizing plaats. In 1937 werd in het kader van de verplichte collectivisatie een kolchoz (Krasnaja Zarja; "Rode Ochtendstond") opgericht en in 1939 een visserijbedrijf (waar 197 goelagdwangarbeiders werkten). 47 goelagdwangarbeiders werkten in de factorij en 2 vrouwen als huishoudsters bij NKVD-leden en leden van het dorpsbestuur. Tegen het aanbreken van de Tweede Wereldoorlog in 1941 bevonden zich er 20 huizen, een ziekenhuis, school en een winkel. Tussen 1944 en 1946 vormde de plaats het centrum (en enige plaats) van het district Gydojamski binnen de nationale okroeg Jamalië.
Pas na 1969 was het voor sommige ex-gevangenen mogelijk om de plaats te verlaten. De meeste anderen werden begraven aan de rand van de rivier. In 2001, nadat de begraafplaats steeds verder afbrokkelde en graven in de rivier verdwenen, werden een groot aantal van hen herbegraven. Hun namen konden niet meer worden achterhaald, doordat het gebouw waarin hun documenten zich bevonden reeds jaren eerder was afgebrand.

## Economie
De basis van de economie wordt gevormd door de rendierhouderij en de visserij (o.a. omoel, kleine marene en forel). De eindproducten zijn rendiervlees, vis en rendierhuiden. Bijna alle goederen die benodigd zijn voor de industriële verwerking (waaronder brandstof) worden aangevoerd binnen het raamwerk van de Severny zavoz ("noordelijke aanvoer"). Dit gebeurt slechts eenmaal per jaar in de zomer: goederen worden per trein van Moskou naar Labytnangi vervoerd, waar ze overgeheveld worden op een boot, die ze via de Obboezem, Karazee en de Gydaboezem in Gyda aflevert.
Op het Gydaschiereiland zijn voorkomens van olie en gas aangetroffen.